# القائمة السوداء (الموسم 10)
صدر الموسم العاشر والأخير من مسلسل الجريمة التلفزيوني الأمريكي القائمة السوداء في 22 فبراير 2022، وعُرض لأول مرة في 26 فبراير 2023، على قناة إن بي سي. واختتم الموسم المسلسل في 13 يوليو 2023 بالحلقتين الأخيرتين.
عاد جيمس سبيدر ودييغو كلاتنهوف وهشام توفيق وهاري لينكس لهذا الموسم، بينما ظهرت أنيا بانيرجي لأول مرة في دور رئيسي جديد. وهذا هو الموسم الوحيد من المسلسل الذي لم يشارك فيه النجم أمير أريسون ولورا سون بعد ترقيتهما إلى فريق التمثيل الرئيسي، على الرغم من ظهور أريسون كضيف. وهو أيضًا الموسم الثاني والأخير بدون ميغان بون.
الموسم من إنتاج شركة ديفيس إنترتينمينت ويونيفيرسال تليفيجن وتلفزيون سوني بيكتشورز. يواصل جون أيزندراث، وجون ديفيس، وجو كارناهان، وجون فوكس العمل كمنتجين تنفيذيين للمسلسل، بينما عاد منشئ المسلسل جون بوكينكامب كمنتج تنفيذي.

## طاقم العمل

### فريق التمثيل الرئيسي
- جيمس سبيدر في دور ريموند "ريد" ريدنجتون
- دييغو كلاتنهوف في دور دونالد ريسلر
- هشام توفيق في دور ديمبي زوما
- أنيا بانيرجي في دور سيا مالك
- هاري لينكس في دور هارولد كوبر